# قائمة أعضاء الفانوس الأخضر
يتكون فيلق الفانوس الأخضر الذي يظهر في القصص الخيالية التي تنشرتها دي سي كوميكس على الأقل من 7200 عضو، اثنان لكل قطاع (في الأصل 3600 مع واحد لكل قطاع)، بالإضافة إلى أعضاء متنوعين آخرين يقومون بأدوار غير الدوريات.
على الرغم من أن سبعة شخصيات—آلان سكوت، هال جوردان، غاي غاردنر، جون ستيوارت، سيمون باز، كايل راينرو جيسيكا كروز—يرتبطون في المقام الأول مع الأسم، بجانب عدد من أعضاء الفيلق الذين ظهروا في دي سي كوميكس.

## الفوانيس الخضراء المسماة
هذه الشخصيات السبعة هي الأكثر ارتباطاً بأسم «الفانوس الأخضر» ويكون العنوان الكوميكس للشخصيات  الفانوس الأخضر.

### آلان سكوت
آلان سكوت كان الفانوس الأخضر الأصلي، تم إنشاؤه في العصر الذهبي للقصص المصورة. آلان خلق عباءة وهوية الفانوس الأخضر بنفسه ولا يرتبط مع فيلق الفانوس الأخضر، منذ تخويل خاتم الطاقة الخاص به من قبل حراس الكون حتى قبل الحصول عليها.
قبل الأزمة كان خاتم آلان يدار بالسحر، وليس ببطارية الطاقة المركزية من وا. في أيلول / سبتمبر 2011 في الـ52 الجديدة تمهيد لأستمرارية دي سي. في هذا الجدول الزمني الجديد، آلان سكوت هو الفانوس الأخضر الحالي على الأرض 2.

### هال جوردان
هال جوردان، المعروف بأسم «الفانوس الأخضر», شخصية خيالية خارقة تظهر في الكتب المصورة الأمريكية التي تنشر من قبل دي سي كوميكس. تم إنشاؤه في عام 1959 من قبل الكاتب جون بروم والفنان جيل كين وظهر للمرة الأولى في شو كايس #22 (تشرين الأول / أكتوبر 1959). هال جوردان هو تجديد للشخصية السابقة المسماة «الفانوس الأخضر» التي ظهرت في 1940s في الكتب المصورة كشخصية آلان سكوت.
هال جوردان عضو وأحياناً قائد شرطة المجرات التي تسمى فيلق المصابيح الخضراء، وكذلك عضو مؤسس لفرقة العدالة. يحارب الشر في جميع أنحاء الكون مع خاتمه الذي يمنحه مجموعة متنوعة من القوى العظمى.

### غاي غاردنر
غاي غاردنر هو بطل خارق ظهر في كتاب كوميكس نشر من قبل دي سي كوميكس. كان عضواً أساسياً في أسرة الفانوس الأخضر، ولوقت محدد (أواخر 1980s - خلال منتصف 1990s) كان أيضاً عضواً مهما في أسرة فرقة العدالة.
تم إنشاؤه من قبل جون بروم وجيل كين (رسمه على شكل الممثل مارتن ميلنر) في الفانوس الأخضر #59 (مارس 1968)، على الرغم من أن شخصيته تغيرت بشكل كبير في 1980s من قبل ستيف إينجلهارت وجو ستاتون الذي حولته إلى شوفينية ساخرة جداً مفتول العضلات «ذكر أمريكي أحمر-الدم.» هذا الأخير يظل نموذج الشخصية لهذا اليوم.

### جون ستيوارت
جون ستيوارت، المعروف بأسم «الفانوس الأخضر», بطل خارق خيالي يظهر في الكتب المصورة الأمريكية التي تنشر من قبل دي سي كوميكس وكان أول بطل خارق أمريكي ذو أصول أفريقية يظهر في دي سي كوميكس. تم إنشاء الشخصية من قبل دينيس أونيل ونيل آدمز، ظهر للمرة الأولى في الفانوس الأخضر المجلد. 2, #87 (كانون الأول / ديسمبر 1971)، عندما جاء الفنان نيل آدمز بفكرة أستبدال الفانوس الأخضر.

### كايل راينر
كايل راينر بطل خارق خيالي يظهر في الكتب المصورة الأمريكية التي تنشر من قبل دي سي كوميكس، عادة في بطولة فيلق المصابيح الخضراء، قوة الشرطة خارج الأرض التي كان كايل عضواً فيها. تم إنشاؤه بواسطة الكاتب رون مارز الفنان داريل بانكس، ظهر راينر للمرة الأولى في الفانوس الأخضر المجلد. 3, #48 (1994), كجزء من «الشفق الزمردي» قصة دي سي كوميكس التي تم بها أستبدال الفانوس الأخضر هال جوردان مع كايل راينر الذي كان الفانوس الأخضر الوحيد لسنوات حتى أواخر 1990s. كان نجم دي سي بالنسبة للفوانيس الخضراء في منتصف 2000s. خلال هذه الفترة كان أيضاً لفترة وجيزة معروف بأيون.

### سيمون باز
سيمون باز بطل خارق خيالي يظهر في الكتب المصورة الأمريكية التي تنشر من قبل دي سي كوميكس، عادة في بطولة فيلق المصابيح الخضراء، قوة الشرطة خارج الأرض التي كان كايل عضواً فيها. تم إنشاؤه بواسطة الكاتب جيف جونز الفنان دوغ مانكي، ظهر سيمون للمرة الأولى في عام 2012 في أعقاب دي سي 2011 على مستوى إطلاق الشركة كجزء من قصة آرك الفانوس الأخضر «صعود الجيش الثالث» الذي يستبدل به سيمون ببطل العصر الفضي هال جوردان الفانوس الأخضر من قطاع الأرض. قبل هذا، ظهرت الشخصية ولم يتم الكشف عن أسمه في الـ52 الجديدة يوم كتاب الكوميكس المجاني الطبعة الخاصة رقم #1. في هذا الوقت، أظهر سيمون ردة فعل حاسمة إيجابية ومع مرور الوقت أكتسب قاعدة جماهيرية لا بأس بها. أضافت دي سي في وقت لاحق سيمون لفرقة العدالة الأمريكية في عام 2013.

### جيسيكا كروز
جيسيكا كروز هي بطلة خارقة خيالية ظهرت في كتب الكوميكس المنشورة من قبل دي سي كوميكس. تم إنشاؤها من قبل جيف جونز وهي عضو في فيلق المصابيح الخضراء وفرقة العدالة. تظهر جيسيكا كروز لفترة وجيزة في عام 2013 عدد الفانوس الأخضر #20 (يوليو 2013) ولكنها لا تقوم بظهورها الرسمي الأول حتى الصفحات الأخيرة من فرقة العدالة المجلد. 2 #30 عندما يقع لها خاتم فولثووم. كان يطلق عليها أسم «خاتم الطاقة» عندما كانت تستضيف خاتم فولثووم ولكن ليست عضواً في نقابة الجريمة الأمريكية. أصبحت جيسيكا عضواً رسمياً في فيلق الفانوس الأخضر في نهاية قصة «حرب داركسايد».

## غيرهم من الفوانيس الخضراء من قطاع الأرض
بأستثناء يالان غور، هذه الشخصيات كذلك خدموا أيضاً بمثابة الفانوس الأخضر لقطاع 2814 (الذي يشمل المريخ).

### يالان غور
يالان غور هو «فانوس أخضر» عرض كجزء من محاولة التوفيق بين أصل العصر الذهبي للفانوس الأخضر مع التقديم الأخير من فيلق الفوانيس الخضراء. وهو روبوت زاحف أحمر، تم تعيينه إلى القطاع 2814 (الأرض) في القرن 10. ظهر لأول مرة في الفانوس الأخضر (المجلد. 3) #19 (كانون الأول / ديسمبر 1991).
في حين آلان سكوت، جنباً إلى جنب مع بقية فرقة العدالة الأمريكية، محاصرين في الليمبو، فانوسه الصوفي يرسل إسقاط إلى هال جوردان، غاي غاردنر، جون ستيوارت (الفوانيس الخضر من الأرض في ذلك الوقت). بعد تتبع الإسقاط إلى منزل آلان، يحكي الفانوس قصة أصله (أصل طاقة آلان سكوت).
في قصة الفانوس، كان يالان غور ذات مرة واحداً من أعظم أعضاء فيلق الفوانيس الخضراء في القرن 10 قبل حساب الأرض، وحراس الكون اختاروا إزالة ضعف اللون الأصفر المعتاد من قوة خاتمه. دون هذا القيد، ومع ذلك، كان قد تلف من قبل قوته، وجاء إلى الأرض وأستعبد الناس في الصين. أحبط حراس الكون يالان بإضافة نقطة ضعف جديدة من الخشب إلى خاتمه، مما سمح للقرويين بتسبب بجرح قاتل له. موت يالان غور أنتشر إلى الغلاف الجوي العلوي للأرض، حيث اندمج مع بطارية طاقته التي على شكل فانوس كما مات. ثم أصطدم فانوسه مع جزء من الستارهارت وتم دمجها مع جوهرتها السحرية، وتحولت إلى لهب أخضر الذي أصبح مصدر طاقة آلان سكوت.
في الفيلم فرقة العدالة كانت هناك شخصية مشابهة له، ولكن ليس من الواضح ما إذا كان يالان غور أو لا.

### جونغ لي
جونغ لي هو «فانوس أخضر» عرض في «الفانوس الأخضر» الأمير التنين #1 (يونيو 2001)، كتبه دوغ مونيتش و رسمه بول غولاسي. هو في الواقع أول «فانوس أخضر» في الأرض، وكان راهباً ترقى في معبد الأمير التنين في الصين. كان الرهبان يدرسون التخلي عن جميع ممتلكاتهم الدنيوية والعيش حياة السلام والأنضباط، ولكن بعدها وفي يوم ما جاءت له محظية أسمها جايد مون إلى معبده، تتسول للحصول على مساعدة في محاولة للهروب من قيودها. حاول جونغ لي مساعدتها ولكنه فشل، وتم تدمير معبده وزملائه الرهبان من قبل جنود الإمبراطور وقائدهم. واجه جونغ لي في وقت لاحق ممثل حراس الكون الذي أعطاه خاتم الطاقة وفانوس لـ«معارضة الشر، وتخفيف المعاناة وحماية الأبرياء.» ينقذ جونغ لي في وقت لاحق جايد وتعلم من رئة الجبل، حيث يفترض أن يعيش هناك آخر أمراء التنين. ويحاول الحصول على أعلى سلطة بمباركة من النار ليصبح آخر أمير تنين في الأرض، وأخيراً هزيمة قوات الإمبراطورية الشريرة وحفظ شعبه.

### لحام
لحام من «سيلا» هو عرض من فصلية فيلق الفوانيس الخضراء #2 (خريف 1992). قتل خارج الفريق خلال الغزو المفاجأة لكوكبه الأم. ينتقل خاتمه إلى ويفرلي ساير، الذي تصبح علاقته جيدة مع أرملة لحام. ظهر جسد لحام للمرة الأولى كتمثال في سرداب وا.

### ويفرلي ساير
ويفرلي ساير رائد يعيش على الحدود في السنوات الأولى من الولايات المتحدة. على أمل أن يبتدأ أسرة، يسقط ويفرلي في الأكتئاب عندما تموت زوجته أثناء الولادة، مع أبنهما حديث الولادة معها. كما أنه يتأمل الانتحار حينها يظهر خاتم الراحل لحام ويختاره كخليفة للحام. في البداية يعتقد بأن خاتم مظهراً من مظاهر الشيطان، ينمو ويفرلي بسرعة في دوره الجديد، مصطحباً معه كلبه المخلص في كل مهمة.

### دانيال يونغ
دانيال يونغ كان شريف في ولاية مونتانا في عام 1873. أثناء مطاردة عصابة من الخارجين عن القانون، يستدعى دانيال من قبل آبين سور، يجرح في معركة في الفضاء السحيق. في حين تماثل آبين سور في سفينته، يتم أستبداله بدانيال يونغ كبديل مؤقت ويستعمل قوة الخاتم لجلب المجرمين إلى العدالة. بعد ذلك يعود الخاتم إلى آبين سور.

### ستاركادر
ستاركادر ظهر للمرة الأولى في أساطير كون دي سي #20 (سبتمبر 1999). وهو فضائي قوي البنية برتقالي اللون يصاب بجروح قاتلة أثناء دفاعه عن كوكب أونغارا من الخائن. على الرغم من نجاحه بقيادة الخائن بعيداً عن الكوكب، يموت ستاركادر ويمر خاتمه إلى الأنغاران آبين سور. أرتقى كـفانوس أسود عائد من الموت، يحارب الفوانيس الخضراء.

### آنيا سافينلوفيتش
آنيا سافينلوفيتش ظهرت للمرة الأولى في الفانوس الأخضر: الفيالق الجديدة #1 (آذار / مارس 1999). وهي عقيد من القوات الجوية السوفيتية كانت في إحياء معلق بعد مشاركتها في مهمة فضائية في عام 1964. جندها كايل راينر بأعتبارها عضواً في الفيلق في محاولة لإعادة بناء فيلق المصابيح الخضراء. ومع ذلك، عندما وجد بأن محاولته كانت فاشلة قام كايل بأخذ خاتم آنيا. وبعلمها بأن الاتحاد السوفياتي لم يعد موجوداً، تقرر آنيا البقاء في الفضاء للعثور على هدف جديد.

## فيلق المصابيح الخضراء من الأرض
هذه المصابيح الخضراء كانت متمركزة على الأرض لحماية كوكب الأرض بعد أحداث الأزمة على الأرض اللانهائية.

## الفوانيس المفقودة
خلال الشفق الزمردي يتم تجريد العديد من أعضاء السلك من خواتمهم ويتركوا للموت في الفضاء. ومع ذلك، تم القبض على عدد قليل منهم من قبل الصيادين و كانوا يُستخدمون كمصادر للطاقة للصيادين حتى تم أنقاذهم في نهاية المطاف. ويعروفون كـ«الفوانيس المفقودة.»

### تشاسيلون
تشاسيلون هو الفانوس الأخضر من القطاع 1416; ظهر لأول مرة في الفانوس الأخضر (المجلد. 2) #9 (تشرين الثاني / نوفمبر–كانون الأول / ديسمبر 1961) في قصة مكتوبة من قبل جون بروم وورسم جيل كين. تشاسيلون هو من مواليد باريو III, كوكب يسكنه كائنات سيليكونية بلورية قائمة مع ثلاثة عشر حاسة. باريو III كان أحد الكواكب التي أراد الحارس المجنون آبا علي آبسا «حصادها» لخلق كوكب الفسيفساء. تشاسيلون هو واحد من العديد من الفوانيس التي على ما يبدو قد قتلوا أثناء هجوم هال جوردان الجنوني على وا. على الرغم من أن جسده المحطم مبين عائماً في الفضاء، تم العثور عليه في وقت لاحق على أن يكون واحداً من العديد من الفوانيس التي تم التقاطها بواسطة سايبورغ سوبرمان لتوفير مصدر طاقة جديد للصيادين الجدد. في نهاية المطاف يتم أنقاذ تشاسيلون والفوانيس المقبوض عليهم من قبل هال جوردان المعاد إحياءه.
يصبح تشاسيلون واحداً من أوائل فوانيس ألفا. وفي وقت لاحق يتم تحطيمه من قبل الفوانيس السود، ثم يتم التضحية برفاته عندما يقوم كايل راينر بأشعال بطارية الطاقة الداخلية التي تم إزاحتها لتوجيه هجوم أنتحاري إلى الفوانيس السوداء المجتمعة.
تشاسيلون يظهر مع غيره من أعضاء فيلق المصابيح الخضراء في «اللونيتيرن الأخضر»، حلقة من سلسلة الرسوم المتحركة داك المراوغ. كما ظهرت في فرقة العدالة بدون حدود وأفلام الرسوم المتحركة الفانوس الأخضر: الرحلة الأولى و الفانوس الأخضر: فرسان الزمرد. ويظهر أيضاً في الفانوس الأخضر: سلسلة الرسوم المتحركة, يحرس مختبر الحراس. يشغله هال بمحادثة حتى يتمكن تشأب من إنقاذ آية قبل أن يتم تشريحها.

### هاننو/هاننو
الفانوس الأخضر من القطاع 2, ظهر لأول مرة في «الفانوس الأخضر», المجلد. 3, #49 (فبراير 1994)، في قصة مكتوبة من قبل رون مارز. هانو من بين العديد من الفوانيس التي دعت للدفاع عن وا من المنشق هال جوردان. قاتله هال لفترة وجيزة، وأضاف قوته إلى نفسه وتركه لمصيره. تم العثور عليه في وقت لاحق على قيد الحياة في بيوت. هو من أوفاكورن 6 وعلى عالمه يعتبر من المشين وغير مرتب أستخدام الأسلحة. لم يُشاهَد أبداً يستخدم خاتمه في المعركة (ماعدا لدعم الحياة والسفر)، مفضلاً قوته العارية والقبضات بدلاً من ذلك (التي دفعت كايل وجون بأستدعائه للحصول على مساعدة عندما كانا ضد فانوس ألفا بووديكّا بينما كانا تحت سيطرة سايبورغ سوبرمان، منطق أن استنزاف خاتم هاننو لم يكن يهم لأنه لم يستخدمه قَط). في النهاية ينشط خاتمه في المعركة ضد أنتي-مونيتر. القطاع 2 هي أيضاً موطن القطاع من الريتش خالقين الخنفساء لزرقاء الجعران والد أعداء الحراس. حسب معاهدة مع الحراس الأمور من غير المسموح لأي فانوس أخضر بالعبور إلى القطاع 2 طالما الريتش ضمن ما قبل معاهدة الحدود. ويظهر في فيلم الفانوس الأخضر، وهو جزء من خط الألعاب.

### لايرا
لايرا أنثى روبوت فانوس أخضر ذات جلد أرجواني وشعر ذو تصفيفة أوبورن. ظهرت للمرة الأولى في فيلق المصابيح الخضراء الفصلية #6 (خريف 1993) في قصة بعنوان «ما سعر الشرف؟»، كتبت بواسطة روبن ضياء
لايرا هي من كوكب جايد في قطاع الفضاء 112. وتدربت على يد والدها كنتور أوموتو على أن تأخذ دور جندي من حراس الكون؛ الفانوس الأخضر من قطاعها. بعد أختفاء والدها أثناء الأزمة اللانهائية في الأرض و إعلان الحراس بأنه ميت، تعتبرفي منصب حامل خاتم الفانوس الأخضر في قطاعها. مدربها يتبين بأنه كي'حان من فارفا: كيلووغ الثاني في القيادة، معروف بتدريباته الصعبة كتدريب المسامير. حريصة على أرضاء وإيجاد روح الشرف المشابهة  داخل مدرسها، تصبح له كتلميذه الثمين.
تستكمل التدريب، ويتم أرسال لايرا إلى مدينة أكس'ول على كوكبها الأم، حيث يجب عليها مواجهة والدها الذي هو في الحقيقة ميت.
وتكتشف لاحقاً من خلال هال جوردان وغاي غاردنر المحتجزين من قبل الصيادين مع  «فانوس مفقود» بآخر بما في ذلك كريون و تومار-تو. مع مساعدة من هال وغاي، يضع الفوانيس المفقودة حداً للصيادين في كوكب بيوت ويعودوا إلى وا. ثم تستأنف مهامها كالفانوس الأخضر في قطاعها.
خلال حدث حرب فيلق سينسترو، تأتي لايرا والفوانيس المفقودة إلى هال جوردان للمعونة على كوارد. وتنقسم المجموعة، لايرا وكي'حان وبووديككا يذهبون للبحث عن أيون، هال وغراف تورين وتومار-تو يذهبون للبحث عن جون ستيوارت وغاي غاردنر. تواجه مجموعة لايرا أنتي-مونيتر، الذي يَقتل كي'حان في لحظة، لكنها أستطاعت إسترداد أيون والعودة به إلى وا.
بعد منع غزو ساحل المدينة من قبل فيلق سينسترو، تزور لايرا سرداب الفوانيس الخضراء حداداً على موت كي'حان. ويكشف هاننو انجذابها أحدهما للآخر لبووديكّا، ولكنها توضح بأن (قبل وفاته) كي'حان رفض لايرا لأن لديه عائلة في كوكبه الأُم. تذهب لايرا والفوانيس المفقودة إلى بلده لتقديم خبر وفاته، فقط لتجد أن عائلته قد قتلت من قبل عضو فيلق سينسترو آمون سور. القاتل يُقدم عن طيب خاطر إلى الفوانيس، بحيث ستنتشر الأخبار عن أفعاله. غضباً من هذا، تقوم لايرا بقتل آمون. بعد ذلك، تحبس لايرا هو في وا، بينما الفوانيس الذين شهدوا على الجريمة يشهدون ضدها. وتوضع في عهدة فوانيس ألفا التي تأسست حديثاً، وحاولت من قبل الحراس، الذين وجدوها مذنبة وقاموا بتجريدها من قوة خاتمها.
بعد محاكمتها، يتم الترتيب لنقل لايرا مرة أخرى إلى عالمها جايد، بواسطة هاننو. بيد أن خاتم الطاقة الأحمر يهاجم سفينتهم ويختار لايرا كحاملة له; ويجعلها الفانوس الأحمر الثاني. تحت تأثير الضوء الأحمر، تتدهور شخصية لايرا إلى درجة أنها ليست أكثر من وحش مزمجر؛ هاجس الأنتقام ضد سينسترو. أثناء مناوشة على كوكب السجن يسماولت مع العديد من الفوانيس، يتمكن هال من الوصول إلى لايرا التي كانت قادرة على رؤية ماضي غضبها، وأستعادة بعض السيطرة حتى تسأل هال للمساعدة، لكنها مع ذلك تقتل بواسطة سينسترو. تعلم عن زوال بلدها، ويعرض الحراس موتها بخزي كفانوس أحمر ومتمردة على الرغم من أحتجاجات هال جوردان.
وبعد صعود نيكرون وفيلق الفانوس الأسود يلمس خاتم الفانوس الأسود جثة لايرا  وتحيا كفانوس أسود. بعد هزيمة نيكرون على يد هال جوردان وفيلق الفانوس الأبيض الذي شكل حديثاً، يتم تدمير خاتم لايرا وتعود إلى جثة هامدة.
يتم الأشارة إلى محاكمة لايرا في الـ52 الجديدة في فيلق الفوانيس الخضراء #9.
ظهرت لايرا في عام 2011 مختارات فيلم الفانوس الأخضر: فرسان الزمرد عبرت عنها كيلي هو.

### لاشورر
الفانوس الأخضر من القطاع 3453, ظهر لأول مرة في الفانوس الأخضر المجلد. 4, #12 (تموز / يوليه 2006) في قصة مكتوبة من قبل جيف جونز وضعت من قبل إيفان ريس. لاشورر كان على علاقة مع فتاة أصغر منه سالاك قبل أن تختفي أثناء قتال مع المهيمنين. واكتشفت على قيد الحياة على كوكب الصيادين بيوت وعادت إلى قطاعها، وإن كان ذلك مع حالة من اضطراب ما بعد الصدمة.

### ريلوك حاج
القطاع 173; ظهر للمرة الأولى في الفانوس الأخضر (المجلد. 4) #12. ريلوك على هيئة-سنتور بربري، يقود حملة ضد المهيمنين لتحرير شعبه. اختفى في معركة ضدهم جنباً إلى جنب مع #لاشورر وغيرهم، إلا أنه وجد على قيد الحياة في بيوت.

## حراس الشرف الفانوس الأخضر
حراس الشرف هم مجموعة من النخبة من الفوانيس الذين يخدمون كمستكشفين للأخطاء وإصلاحها الأنشطة الخاصة.

### آبروس
الفانوس الأخضر من القطاع 3. آبروس ظهر للمرة الأولى في حكايات فيلق الفانوس الأخضر #1 (1981) في قصة مكتوبة من قبل مايك جورج بار ولين وين مع رسم من قبل «جو» ستاتن. آبروس هو نبات واع من كوكب -7pi. وهو واحد من قدامى الفيلق والمحارب الأكثر تقليداً للأوسمة. عمل آبروس في حرس الشرف خلال الحرب مع كرونا ونيكرون، ولكن يبدو أنه قد عاد إلى موقف دورية القطاع تبعاً لبناء السلك.

### ك'ريسّما
قطاع 1890؛ ظهرت للمرة الأولى في حكايات فيلق الفانوس الأخضر #1. ك'ريسّما هي حشرة آلية غريبة تشبه الإنسان ومثل الفراشة. تحاصر في شرنقة خلال هيجان الحارس المجنون آبا علي آبسا. وتظهر في شكل مختلف تماماً عن عالم الفسيفساء. بعد تدمير الفيلق على أيدي بارالاكس، تنضم ك'ريسّما إلى داركستار، وتُقتل من قبل غرايفين.

### تومار-ري
غاي غاردنر وكايل راينر أيضاً بمثابة أعضاء حراس الشرف.

## فوانيس ألفا
فوانيس ألفا هم أعضاء السلك الذي تم تحويله إلى سايبورغ بمثابة سلاح ضباط الشؤون الداخلية.

### تشاسيلون
انظر الوصف أعلاه في الفوانيس المفقودة.

### الكراكن
جزء من الثنائي (مع راكير كارّيجات) مخصصة لجلب السلام إلى عالمها ابوكاليبس، وتصبح فانوس ألفا لتحقيق هذا الهدف، غير مدركة للخسائر التي ستأخذها على مشاعرها. في وقت لاحق، في الأزمة النهائية، تتملكها الروح الحاقدة من الآلهة الجديدة غراني غوودنيس والتي تستخدمها لإخضاع الفوانيس الخضراء من الأرض، هال جوردان وجون ستيوارت، والقبض على باتمان لأستخدامه كموضوع أختبار علمي من قبل سيدها دارك سايد. عندما تم تقديم هال جوردان إلى المحاكمة بتهمة محاولة القتل تم تنفيذها بالفعل من قبل الكراكن/غوودنيس بنفسها، ويتم كشفها من قبل كايل راينر وغاي غاردنر قبل أن يتم إقرار الحكم، محاولة في مهمتها الأساسية، للحصول على بطارية طاقة الفانوس الأخضر لدارك سايد. ثم تهزم من قبل هال وأقتيدت إلى الحجز من قبل بعض فوانيس ألفا. بعد أستعادة الواقع في نهاية الأزمة، لم تتم رؤيتها بين الفوانيس الأخرى، ولم يتضح وضعها الحالي.

### فاريكس
القطاع 69; ظهر للمرة الأولى في حكايات فيلق الفانوس الأخضر السنوي #2. قَدم فاريكس من كوكب ناكتوس الذي دُمر بواسطة الطاعون الأصفر. هذا وحقيقة أن سلفه توفي بمرض دماغي غامض أدى إلى أن يصبح فاريكس مراقي. يوصف فاريكس من قبل فاريت بأن دينه هو زيه العسكري، وفي كلمات فاريكس نفسه، كالعيش من أجل «العدالة والعدالة وحدها». يقول فاريكس أن شعبه يعيش بطاعة القانون، ولم يكن هناك جريمة قتل على كوكبه لأكثر من 74 سنة (ومع ذلك، لا يمكن الحكم على القتلة في عالمه بالسجن لأكثر من سنتين). جاء تفانيه في تحقيق العدالة إلى ذروته عندما حاولت فوانيس ألفا أعدام جون ستيوارت لقتله «فانوس أخضر» آخر بينما كان الاثنان محتجزان من قبل أعداء الفيلق وكان الفانوس الآخر على وشك الكشف عن معلومات مهمة. إدراكًا بأن تصرفات جون قد أرتكبت للأسباب صحيحة حتى لو كانت مشكوكًا فيها سطحياً، ساعد فاريكس الفوانيس الخضراء في تدمير الفوانيس ألفا الأخرى قبل أن يدمر نفسه.

## السبعة الأوائل
خلال صعود الفانوس الأول، قبل 10 مليارات سنة، قبل إنشاء الصيادين وفيلق الفانوس الأخضر في حد ذاته، أنشأ رامي، الأذكى من حراس الكون وأقرب صديق لـ فولثووم، سبعة خواتم للطاقة الخضراء للسعي خارج وايلديرس جديرة باستخدام القلب العظيم للحصول على التوجيه. وأصبح هؤلاء الذين تم اختيارهم هم السبعة الأوائل، الذين اكلفوا بإحضار فولثوم إلى العدالة، لكن الخواتم خطرة للغاية كذلك لأنهم لم يختبروا ولم يكن لديهم ضمانات ببقاء حامليها. أول سبعة فوانيس خضراء هي كما يلي:

### اليثا
كانت أليثا من غالاتيكا محاربة قديمة من العالم الثالث، وهو العالم ما قبل تاريخ العالم الرابع مع مستر ميراكل وداركسايد وأوريون. كان العالم الثالث كونًا مستهلكًا للحرب ولكن اليثا برزت وأتخذت قرارًا شجاعًا للغاية لا يغير مستقبل شعبها فحسب، بل يضعها أيضًا على الطريق لتصبح واحدة من الفوانيس الخضراء السبعة الأوائل. لقد أصبح الفانوس الأخضر 001 وقتل في المعركة من خلال فولثووم وجسدها متواجدة حالياً في قبو الظلال.

### ز'كران ز'رانّ
كان ز'كران ز'رانّ من المريخ من المريخيين البيض، عندما كان طفلاً، رأى قريته بكاملها تذبح من قبل مجموعة من المتشردين البيض المتوحشين وكان هو الوحيد الذي نجا من الموت، ولكن ليس من دون ندوب. بعد مرور عشر سنوات، ز'كران ز'رانّ، أصبح معروف الآن بأسم الغريب، يرتدي نفس نمط الزي الذي يستخدمه الآن المريخي الصياد، يتعقب الهاربين ويقتلهم جميعًا. مع أنتهائه من الأنتقام يتم التوصل إليه من قبل أحد الفوانيس الخضراء السبعة الأوائل. ويصبح الفانوس الأخضر 002 ويقتل في المعركة من خلال فولثووم- جسده متواجد حالياً في قبو الظلال.

### تايران'ر الجبار
تايران'ر الجبار من تاماران هو رجل-نمر وعلى ما يبدو لص بين أقرانه. يتم القبض عليه في النهاية وتسليمه إلى مراك'ر ملك تاماران الساحر، الذي حطم سيف تايران'ر. ومع ذلك، سرعان ما حصل تايران'ر على ثأرته من خلال هروبة من السجن وقتل مراك'ر وأتباعه في معركة مفاجئة غيرت مجرى حياته إلى الأبد، ووضعته على الطريق ليصبح واحداً من الفوانيس الخضراء السبعة الأوائل. وأصبح الفانوس الأخضر 003، وهو الفانوس الأصلي الوحيد الذي لا يزال على قيد الحياة، وهو أيضاً حارس قبو الظلال حيث توجد بقايا الآخرين. من الغريب بأنه يتعرف على سيمون باز وجيسيكا كروز كأصدقاء قدامى، على الرغم من أنهم غير قادرين على تذكر حتى كيف التقوا برجل نمر ضخم ذو سيف كبير. كما اتضح أن سيمون باز وجيسيكا كروز قد تم إرسالهما مليار سنة إلى الماضي حيث يلتقيان مع تايران'ر والفوانيس الخضراء الأوائل الأخرى. معاً هم قادرون على هزيمة فولثووم ولكن ليس بدون إصابات. ومع عودة سيمون وجيسيكا إلى يومنا هذا، اأستقال تايران'ر من خاتم فانوسه الأخضر إلى سيمون باز.

### كاجا دوكس
كانت كاجا دوكس من يود-كولو أنثى شابة ذات ذكاء من الدرجة الثالثة، واحداً من أعلى المعدلات على هذا الكوكب. وهي ليست محاربة كبيرة من شعبها ولكن بدلاً من ذلك فهي تقوم بإصلاح الحواسيب تعيش مع صديقتها وتكافح مع أم متعجرفة. الحب الذي تشعر به لحياتها البسيطة بسبب الإحباط من عملها اليومي يضعها على الطريق لتصبح واحدة من الفوانيس الخضراء السبعة الأوائل. يقع جسدها حاليًا في قبو الظلال.

### جان-آل
كانت جان-آل من كريبتون أحد أعضاء الأستعمار الأول لكريبتون، وأختيرت لتكون شجاعة نيابة عن شعبها. كانت سفينتهم على أتصال بنجم مجهول «شمس أرجوانية» أزعجت السفينة ودمرت أنظمة أتصالاتهم. تمكنت المجموعة بالكاد من الفرار إلى أقرب كوكب وهو أرض قاحلة جهنمية ولكن مع ذلك تم تسميته بأسم كوكبهم. عندما تصل عاصفة رملية إلى المجموعة، قررت جان-آل البقاء على الأرض بدلاً من البحث عن ملجأ داخل الآرك، لم تثبت شجاعتها فقط بل أيضًا غيرت مستقبلها ومستقبل مجموعة المستكشفين عندما لاحظوا أن العاصفة دمرت الآرك الذي وضعته في الطريق لتصبح واحدة من الفوانيس الخضراء الأوائل. وهي أيضاً أول من يعلم عن عدم ثبات حلقات الطاقة هذه عندما تتجاوز قوة إرادتها 2000٪ مما دفعت خاتمها إلى الأفراط بشكل أساسي وقتلها.

### كالّيّن
كانت كالين من ألستاير أول نبات عنصري وضيع يولد على الكوكب الميت ألستاير. رفضها للتخلي في مواجهة الأنقراض سمح للكوكب على مر القرون أن يزدهر بالحياة التي وضعتها في نهاية المطاف على الطريق لتصبح واحدة من الفوانيس الخضراء السبعة الأوائل. لقد أصبحت الفانوس الأخضر 006 وقتلت في المعركة من خلال فولثووم. جسدها متواجد حالياً في قبو الظلال.

### بريل
كان بريل من غريندا، عضوًا ذكاء أصطناعي واسع النطاق المعروف باسم الخلية، يسمح لهم عقلهم الجماعي بمعرفة الكثير عن الكون، لكنهم يفتقرون إلى المعرفة حول أنفسهم. من أجل العثور على غرضهم وأصولهم، تم أختيار بريل من بين مليار من الأخوة والأخوات التقنية العضوية ليكون الأول من نوعه يترك حرمة الخلية وتم إعطاؤه سفينة من أجل السفر إلى الكون وحده. عندما كانت السفينة جاهزة، فصل بريل نفسه عن الوعي الجماعي. معزولاً لأول مرة أختير بريل بعد ذلك بوقت قصير ليصبح واحدة من الفوانيس الخضراء السبعة الأوائل. بريل أصبح الفانوس الأخضر 007 وسفينته تم طمسها بواطة فولثووم وتقع حالياً في قبو الظلال.

## الفوانيس الخضراء الأخرى

### آا
القطاع 904; الظهور الأول في الفانوس الأخضر (المجلد. 3) #21 (فبراير 1992).

### آدم
القطاع 1055; الظهور الأول في الفانوس الأخضر الفصلية #5 (صيف 1993).

### عليا
القطاع 281; الظهور الأول في بسالة #5 (آذار / مارس 1993).

### أمانيتا
القطاع 3100; الظهور الأول في الفانوس الأخضر (المجلد. 3) #20 (كانون الثاني / يناير 1992).

### آركس
الفانوس الأخضر من القطاع 488. ظهر لأول مرة في فيلق المصابيح الخضراء المجلد. 2, #1 (أغسطس 2006) في قصة مكتوبة من قبل ديف جيبونز ورسم باتريك غليسون. آريكس قتل في كمين لفيلق سنسترو في الأزمة النهائية: غضب الفوانيس الحمراء #1 (ديسمبر 2008).

### آش
القطاع 658; (الاسم الكامل آشيل سابيان فورمانتا), روبوت الأرجواني ذو وشوم مع تصاميم غامضة على سترته. ظهر للمرة الأولى في الفانوس الأخضر الفصلية #7 (الشتاء ، 1993). شغله الشاغل هو مطاردة «بلودسيكرس» (مصاص الدماء) الذي قتل حبيبته تاشا والتحق بالـGLC من أجل متابعة هذه المخلوقات في «أحلك أركان الكون». كان مكلف من قبل حارس معروف بالندبة للعثور على جثة الأنتي-مونيتر. يجد درع الأنتي-مونيتر. في وقت لاحق يلتقي مع ساريك الذي أرسل أيضاً للعثور على الأنتي-مونيتر. يعثر الاثنان على بطارية طاقة الفانوس الأسود، إلا أنهما يُقتلا عن طريق يدان عملاقتان ظهرت من الأرض. شوهد هو وساريك آخر مرة في ريوت مع الندبة كفوانيس سوداء.

### آش-باك-غليف
القطاع 312. صخرة مثل الروبوت، أول ظهور في المصابيح الخضراء 80-صفحة عملاقة #3 (أغسطس 2000).

### ب'دج
ظهر للمرة الأولى في الفانوس الأخضر (المجلد. 4) #4 (تشرين الأول / أكتوبر 2005). ب'دج (يلفظ بادج) هو أحد أول المجندين في السلك. جاء من كوكب ه'لفين مثل سلفه تش'ب، يُرى ب'دج في البداية عندما تغزو نقابة العنكبوت وا. يتدرب على كيفية التغلب على دنس ضعف خاتمه الأصفر في خضم المعركة. في وقت لاحق يشارك في الدفاع عن وا عند تعرضها لهجوم من قبل سوبر بوي-برايم، ومرة أخرى عندما تعرضت لهجوم من قبل فيلق سينسترو. ب'دج كذلك يشارك في المعركة النهائية من حرب فيلق سينسترو، ويساعد بالدفاع عن الأرض. وب'دج هو جزء من فرقة إرسلت إلى اعتقال هال جوردان متحدياً أوامر الحرس.
خلال الـ52 الجديدة، سا الاك يرسل ب'دج إلى الأرض لتحديد موقع هال جوردان لأن ب'دج يمكن أن ينسجم مع مخلوقات الكوكب الأصلية. وهو أول فانوس أخضر فضائي يواجهه سيمون باز الذي ورث خاتم هال وسينسترو المنصهر. كان يرشد سيمون باز في أساسيات كونه الفانوس الأخضر ويساعده بتعقب اليد السوداء.
يظهر ب'دج في السلسلة القصيرة أمة دي سي «دي سي سوبر بيتس». وتقدم في «أفضل النباح»، عندما آيس الخفاش الكلب وكريبتو دعاه ليساعد على قضية، ولكن لا يستطيع مقاومة الرغبة في مطاردة الفانوس الأخضر شبيه-السنجاب. ب'دج في وقت لاحق يظهر في «هل لديك كعكة الخاص بك وب'دج أيضاً», يساعد جومبا الكنغر من الأمازون بمطاردتها من الفهد.
لقد كان وارد في روبوت تشيكن كون دي سي خاص في جزء أسمه «شخصيات حقيقية من كون دي سي»، وعبر عنه توم رووت. في المقطع، يسخر الراوي من حقيقة أن ب'دج شخصية حقيقية. في مقطع تابع آخر، يغضب فايرستورم من جمعه مع شخصيات مثل مستر بانجو وب'دج ويقوم بتحويل بانجو المستر بانجو إلى معدن ويضربه قبل أن يطلب من الراوي معرفة مكان ب'دج ويدله الراوي. ويسمع بأن فايرستورم قد ضرب ب'دج ببانجو معدني.

### ب'شي
ب'شي هي واحدة من بين العديد من الفوانيس الخضراء التي ظهرت في «فانوس ضد الظلام: الحكاية المنسية لفيلق الفوانيس الخضراء» قصة الفوانيس الخضراء 80 صفحة عملاقة #3. وهي فانوس أخضر شبيهة-القرد من عالم الغابة سويربالام، يتم تجنيدها في فيلق الفوانيس الخضراء من قبل راكار كاريجات (و في المقابل تجنيد آش-باك-غليف) كجزء من تحضيرات فيلق الفوانيس الخضراء لغزو ابوكاليبس. وشاركت في هذا الغزو وقتلت جنباً إلى جنب مع مئات من الفوانيس الخضراء عندما يتحول الغزو بسرعة إلى كارثة.

### بلوبيرت كوب
ظهر للمرة الأولى في الفانوس الأخضر (المجلد. 2) #46 فانوس مجهول خلفية. في وقت لاحق أعطي بلوبيرت كوب اسماً، وتعين في قطاع، وتاريخ بأعتباره «فانون» عبر الإنترنت. تم تعميم هذه التفاصيل في وقت لاحق من قبل الكاتب فان جنسن في فيلق الفانوس الأخضر (المجلد 4) # 31. كان بلوبيرت كوب الفانوس الأخضر للقطاع 74، وكان واحدا من الفوانيس التي تم القبض عليهم وأستبدالهم بدائلي بولسطة محتالي دورلان. عندما تم الكشف عن زيّف «دورلان»، أمر قادة «دورلان» حلفائهم من «خوند» بإعدام سجناء الفانوس. قامت فرقة من الخوند بإطلاق النار على بلوبيرت كوب بدم بارد داخل زنزانته في السجن. تم الأنتقام بسرعة لبلوبيرت كوب من قبل زملائه الفوانيس، الذين أستعادوا الحلقات المسروقة بعد لحظات من إعدامه فقط. 

### بريك
ظهرت للمرة الأولى في الفانوس الأخضر (المجلد. 3) #12 (أيار / مايو 1991). الفانوس الأخضر من القطاع 904, قدمت بريك من كوكب دريال، ومثل شريكها في القطاع، تتكون بالكامل من الصخور العضوية. تم تعيين بريك في الأصل من قبل هال جوردان، وكانت واحداً من مئات الفوانيس الخضراء المخضرمة التي تعود إلى الخدمة النشطة لترميم فيلق الفانوس الأخضر. كانت بريك ذات مرة تشعر بالأحاسيس تجاه هال جوردان، وشريكها، آا، يشك في أنه ربما ما زالت. في الحقيقة، تمتلك مشاعر لارضي آخر. في الفانوس الأخضر مقابل الأليينز تموت بريك على سطح الكوكب موغو.

### بروك
القطاع 981; الظهور الأول في حكايات فيلق الفانوس الأخضر #1.

### بززد
الظهور الأول في فيلق المصابيح الخضراء (المجلد. 2) #12 (تموز / يوليه 2007). بززد هو عبارة عن فانوس أخضر صغير شبيه-الدبور من كوكب أبياتون، تم تعيينه في القطاع 2261. وهو شريك موغو. في المعركة، عادة ما يخلق بنايات ضخمة بخاتم طاقته. غالباً ما يواجه بززد تدقيقاً إضافياً من زملائه الفوانيس بسبب حجمه لكنه أظهر أن إرادته قوية مثل أي شخص آخر. 
وقد تبين أن أعظم ما يخشاه هو أن يتم تجريده من خاتمه وأن يعود إلى حشرة لا حصر لها عالقة في عالمه. وضحى بحياته لهزيمة منغول II. مات دفاعاً عن فريقه من زملائه الفوانيس. وورثت خاتمه ماذر ميرسي.
يظهر بززد كفانوس أسود في فيلق الفوانيس الخضراء (المجلد. 2) #39 وهزم ودمر من قبل غاي غاردنر في فيلق المصابيح الخضراء (المجلد. 2) #40, على الرغم من أنه يمكن أن ينظر إلى إصلاحه بعد ذلك.
يظهر بززد بشكل مختصر جداً  في فيلم الفانوس الأخضر.

### تشارلي فيكر
ظهر للمرة الأولى في الفانوس الأخضر المجلد. 2, #55 (سبتمبر 1967) في قصة مكتوبة من قبل جون بروم وضعت من قبل جيل كين. تشارلي فيكر من كوكب الأرض هو ممثل سابق يصور الفانوس الأخضر في برنامج تلفزيوني. قاد تشارلي أسلوب حياة سريع، واستخدم أخوه روجر كبديل جاهز. يوماً ما، بعد ليلة عصيبة من الأحتفال، شغل روجر لأخيه العاجز. قتل روجر في بث تلفزيوني حي من قبل فضائي كان قد أخطأ في أختياره من أجل الفانوس الأخضر الحقيقي. ويعمل تشارلي النادم مع الفانوس الأخضر لتقديم الفضائي إلى العدالة. يعجب الحراس بروح تشارلي، ويجعلونه فانوس أخضر للقطاع 3319  كان تشارلي فيكر ثاني إنسان ينضم إلى فيلق الفوانيس الخضراء بعد هال جوردان. وقته كفانوس أخضر كان بغاية الصعوبة، وكان قطاعه مليء بالكامل بالفضائيين من غير البشر. في النهاية يشعر بالتعاطف مع مسؤليته تجاه الفضائيين.
بعد حل السلك، تم تجنيده في منظمة داركسايد من قبل جون ستيوارت. وتوفي في وقت لاحق في معركة الدفاع عن كوكب ران من الفضائي المستبد غريفين.

### سيمفيت تاو
القطاع 3588; ظهر للمرة الأولى في حكايات فيلق الفانوس الأخضر السنوي #2.

### الجامع
القطاع 1287; ظهر للمرة الأولى في حكايات فيلق الفانوس الأخضر السنوي #3.

### دالور
القطاع 2813; ظهر للمرة الأولى في الفانوس الأخضر (المجلد. 2) #154.

### دكرتزي ررر
دكرتزي ررر من القطاع 188 هو معادلة رياضية بيولوجية. وذكر لأول مرة في الفانوس الأخضر المجلد. 2, #188 (أيار / مايو 1985) في قصة «موغو لا أختلاط»، التي كتبها آلان مور ورسمها ديف جيبونز. تم اكتشافه على ما يبدو من قبل عالم رياضيات يدعى تيمف راي في محاولة لإثبات أن قوة الإرادة يمكن أن تستمد صيغة. طريقة دكرتزي للقضاء على أعدائه بمحو عقولهم عن طريق الدخول إليها، وأشار إلى أنه مصدر جدل للحراس. على الرغم من أنه لم يظهر مظهرًا فعليًا حتى الآن، إلا أن تومار-ري يدعي أن طبيعته تعني أن الحرس وحدهم على علم بوجوده حتى لو حضر لأجتماعات فيلق. تم تضمين السيرة الذاتية لدكرتزي في الفانوس الأخضر/ملفات فيلق سينسترو السرية.

### دريق
ظهر للمرة الأولى في الفانوس الأخضر (المجلد. 2) #217 (تشرين الأول / أكتوبر 1987). دريق من كريق قُتل من قبل سينسترو و قطاعه 3600, ولكن خاتمه لسبب غير مفهوم منع قوة حياته من الخروج من جسده. وهكذا، بقي في حالة غير ميتة، على الرغم من أن جسده البدني أظهر علامات التحلل، وكان ثوبه ممزقًا. في كل مرة يتم تدميره، ينشط الخاتم جسده. عندما تم إعدام سينيسترو وخسر كل حلقات الفانوس الأخضر قوتهم، أنهار دريق إلى الموت النهائي. خلال الليلة الظلماء، تم إحياء دريق كنصف فانوس أسود، مع الجانب الأيمن من جسده سليم غير متأثر بالخاتم. على عكس بقية الفوانيس السود، يحتفظ دريق بشخصيته الحقيقية، وتحدث بكلمات التشجيع لجون ستيوارت من خلال خاتمه، وفي النهاية قاد رفيقه السابق إلى كتلة الخواتم السوداء التي كانت تحتجز زانشي المعاد معاً.

### إيددور
إيددور من كوكب ترونت مخلوق غازي غامض، أمويبويد غامض المظهر. توفي خلال الأزمة على الأرض اللانهائية. إيددور، جنباً إلى جنب مع آريسيا، تم إنشاؤهم بواسطة الكاتب مايك دبليو البر في سلسلته القصيرة حكايات فيلق الفانوس الأخضر كقصة للقبعة إلى سلسلة إدوارد سميث لينسمان.

### عكرون
عكرون من كوكب غير معروف، كان رأسًا عائمًا كبيرًا مع فضائي صغير داخله «يقود» رأس عكرون الكبير. كان عكرون يمتلك في إحدى عينيه، «عين عكرون الزمردية» التي أستخدمت لاحقاً من قبل الشرير الإمبراطور الزمردي في فيلق من الأبطال- الخارقين، وتم تمزيقها من قبل لوبو. تعاون عكرون في وقت لاحق مع رجل الحيوان، آدم سترانج، ستارفاير، لوبو ضد ليدي ستيكس. يموت عكرون في هذه المعركة، ساحباً ليدي ستيكس نحو آكل-الشمس.

### إيرمي
إيرمي ظهر للمرة الأولى في الليلة الظلماء: حكايات الفيلق #3 (أيلول / سبتمبر 2009)؛ كان رقيب الحفر الذي درب كيلووغ. قام بتدريب المجندين الجدد بوحشية، حتى يكونوا أقوياء بما يكفي للبقاء كفانوس. وقد قتل خلال هجوم مفاجئ على مجموعة من الفانوس. وكان مصطلح «بووزير» أطلقه إيرمي على كيلووغ والذي يعني «المبتدئ غير المجدي». اسم إيرمي (والمظهر الجسدي) هو إشارة إلى الممثل آر لي إيرمي، الذي صوّر رقباء حفر من السلطة العسكرية في أفلام مثل فل ميتال جاكيت.
يتم لاحقاً إعادة إيرمي كفانوس أسود، مع زي عسكري أكثر (وأستخدام خاتمه لإنشاء بنية سوداء من السيف الأحتفالي), في مقامرة لأثارة المشاعر القوية في كيلووغ عن طريق التورط وإساءة معاملته لإنقاذه حياة سينسترو ذات مرة ولأنهم فشلوا في التدريب الناشئين الآن الموتى. يتمتع إيرمي الذي أعيد إحياءه ببعض النجاح لأنه قادر على إثارة رد فعل تجاه كيلووغ: غضب شديد ضد نفسه. ومع ذلك ، قبل أن يتمكن من المطالبة بقلب كيلووغ، يتم توجيهه هو وبقية الفوانيس الساقطة إلى بطارية الطاقة الرئيسية في وان.
ظهرت شخصية مشابهة جداً لإيرمي في قسم كيلووغ في فيلم عام الرسوم المتحركة لعام 2011 الفانوس الأخضر: فرسان الزمرد. كان اسمه دييجان, وأدى صوته ويد ويليامز.

### غاليوس زَد
غاليوس زَد هو الفانوس الأخضر من القطاع 1138. ظهر لأول مرة في حكايات فيلق الفانوس الأخضر #2 (حزيران / يونيو 1981) في قصة «الهزيمة!», كتبها مايك جورج بار ولين وين و رسمها براين بولاند وجو ستاتن. غاليوس هو من جنس من الفضائيين ذوي رؤوس هائلة في أجسادهم، ذات أرجل وأذرع عادية الحجم. كان أول من أدخل القتال إلى جانب هال الأردن أثناء الحرب ضد كرونا ونيكرون. وقد شارك في العديد من المعارك إلى جانب زملائه من فيلق الفانوس الأخضر، وخدم كجزء من قوة الغزو التي أرسلت إلى كوارد لتدميرفيلق مضادة-الفانوس الأخضر. كان موثوقًا به للمشاركة في «الدراما النفسية» التي تم فيها أختبار هال جوردان على قدراته في كونه فانوس أخضر. نجا غاليوس من الأزمة على الأرض اللانهائية، لكنه خسر قوت خاتمه بعد محاكمة سينسترو وما تلاها من أنهيار بطارية الطاقة الرئيسية في وا.
بعد تدمير الفيلق ، تم اختيار جون ستيوارت من قبل المتحكمين لداركستار. قام جون بتجنيد غاليوس مع العديد من الفوانيس السابقة. كانت مهمتهم الأولى هي تالين، وهو كوكب دمره بسايمون. ذهب غاليوس زَد في وقت لاحق إلى الأرض لإبعاد نقابة الجريمة الفضائية.
عندما قام غريفن، الابن الثالث لـدارك سايد، وقف داركستارس لمحاربته. بعد داركستارس، مع معونة من كايل راينر، يهزم غريفن، غاليوس زَد، مونتشوك، تشاسر برون، وفيررين كولوس بقي في ران لمساعدة آدم سترانج  إعادة بناء مدينة راناغار المدمرة. سرعان ما كانت هناك حاجة إلى داركستار للقتال مرة أخرى، وهذه المرة ضد خطر هاياثيس. استعملت الإمبراطورة التي كان من الممكن أن تكون من ران السيطرة على العقل من أجل وضع الزرداينز ضد الداركستارس، مما أدى إلى تحويل مسارها أثناء اختطاف عليا، ابنة آدم سترانج. ربما نجحت هاياثيس ولكن وصول سوبر بوي و الرافيرز ساعد على التصدي لخططها.
يقتل غاليوس زَد على يد المحاربة فاتياليتي التي كانت تقطع أي فانوس أخضر تصادفه انتقامًا لفشل جون ستيوارت في منع تدمير كوكبها زانشي. تم توثيق زَد في سرداب وا ويعتبر من قبل العديد بأنه «الفانوس الأخضر» الأسطوري. زَد هو واحد من العديد من الفوانيس الذين سقطوا إلى أن قام من قبره على وا ليصبح فانوس أسود. في الليلة الظلماء #1 هو واحد من العديد من الفوانيس السود الذين قاتلوا الفوانيس الخضراء على وا.
يظهر غاليوس في فرقة العدالة حلقات «قلوب وعقول» و «في الليلة الظلماء»، وعبر عنها رينيه أوبرجونوا. كان له دور صغير في لفيديو فيلم الرسوم المتحركة الفانوس الأخضر: فرسان الزمرد, وعبرعنه بروس تيم. يظهر لفترة وجيزة في الخلفيات في بعض المشاهد في فيلم الفانوس الأخضر هو جزء من خط الألعاب.

### غانثيت
خلال أزمة الليلة الظلماء، غانثيت، وهو أحد الحراس وأحد حلفاء هال جوردان، يعيّن نفسه نائبًا للفانوس الأخضر لمساعدة أبطال الأرض ضد نيكرون وفيلقه من الفوانيس السود.

### ج'هو
القطاع 2937; ظهر للمرة الأولى في فيلق الفانوس الأخضر #1, وكما يظهر في خلفية فيلم الفانوس الأخضر وهو أيضاً جزء من خط العاب الفيلم. كما يظهر في فيلم الرسوم المتحركة الفانوس الأخضر: فرسان الزمرد, باعتباره واحد من أول أربع فوانيس خضر التي سيتم أختيارها.

### غباك
القطاع 3515; أول ما ظهور في غاي غاردنر #11.

### غريتي
يعتبر غريتي الفانوس الأخضر جزءًا من قافلة متنقلة تضم «فضائيين غجر» ويرفض البقاء في مكان واحد، ويتجول من قطاع إلى آخر حسب أهواء قافلته. لا يقول رؤسائه في الفيلق شيئًا لأنه لا يزال يقدم تقاريره في الوقت المحدد، ولكن شريك القطاع الرجل الأخضر كان أقل انزعاجا في الآونة الأخيرة من الوضع. وقتل من قبل الوكيل أورانج، حارس الضوء البرتقالي من الطمع.

### هارفيد
القطاع 2937; ظهر للمرة الأولى في الفانوس الأخضر (المجلد. 2) #161.

### هوروق ننوت
القطاع 885; ظهر للمرة الأولى في الفانوس الأخضر (المجلد. 4) #11. يقتل خلال تطهير فوانيس ألفا.

### لولاندي
القطاع 1417; ظهرت للمرة الأولى في فيلق افوانيس الخضراء (المجلد. 2) #1. لولاندي هي أميرة من كوكب بتراسوس، وشريكة سورانيك ناتو في القطاع 1417. اشتبكت هي وناتو خلال بداية حياتهم المهنية كفوانيس خضر، إلا أنهما في نهاية المطاف أتحدوا. هي الوحيدة في الفيلق التي تدرك الأصل الحقيقي لشريكتها إلى سينسترو. ظهرت في فيلم الرسوم المتحركة الفانوس الأخضر: الرحلة الأولى, وبشكل أكثر بروزا في فيلم الرسوم المتحركة فرسان الزمرد، وظهرت لفترة موجزة في الفيلم الحي الفانوس الأخضر. وأيضاً لها دور بارز في عدة حلقات من الفانوس الأخضر: سلسلة الرسوم المتحركة، التي عبرت عنها تارا سترونغ.

### كايلارك
القطاع 1721; ظهر للمرة الأولى في الفانوس الأخضر (المجلد. 2) #166.

### خو خاري
الفانوس الأخضر من القطاع 442. ظهرت لأول مرة في المرأة المعجزة #19، وتم إنشاؤها من قبل جيل سيمون وبرنارد تشانغ. خو هي الأبنة الشابة لسفير خوند. وقُبلت في السلك بسبب إحساسها القوي بالعدالة والرحمة.

### كريستا أكس
القطاع 863; ظهرت للمرة الأولى في الفانوس الأخضر (المجلد. 2) #166.

### لان ديبوكس
القطاع 3192; عرض '93 #12

### لارفوكس
الفانوس الأخضر من القطاع 0017. ظهر للمرة الأولى في الفانوس الأخضر (المجلد. 2) #9 في قصة «معركة خواتم الطاقة!», كتبت بواسطة جون بروم ووضعت من قبل جيل كين. لارفوكس هو لاجنسي قدم من كوكب حيث أن كل الكائنات هي جزء من الكل وليس هناك أي فرد. لارفوكس لا يتكلم ويجب استخدام الخاتم للتواصل. بعد سقوط وا أصبح لارفوكس عضواً في داركستارس، ولكن عاد للسلك عندما تم إصلاح الفانوس الأخضر.
يظهر لارفوكس لفترة وجيزة في الفانوس الأخضر: سلسلة الرسوم المتحركة حلقة «إعادة التشغيل».

### لييزلي بون
لييزلي بون هو فيروس جدري واعِ، ذُكر لأول مرة في الفانوس الأخضر (المجلد. 2) #188 (أيار / مايو 1985). هزم شرير فيلق سينسترو الفيروسي ديسبوتيليس في جوهر حرب فيلق سينسترو عندما اكتشف غاي غاردنر بأنه قد يكون أصيب بالفيروس.

### ميدلوكس
القطاع 1776; ظهر للمرة الأولى في الفانوس الأخضر (المجلد. 2) #169.

### مورو
الفانوس الأخضر من القطاع 666. كشف غاي غاردنر إلى كايل راينر أن مورو طلب منه القيام بواجبه كـتكفير، حيث قتل أمه في حالة من الغضب عندما ظن أنها كانت تأكل شقيقه (الذي وجد في وقت لاحق على قيد الحياة وبصحة جيدة). كان أول عمل تكفير له عن خطأه هو تبني ذرية المخلوق كشخصية خاصة به. بعد أشهر، وبعد وفاة شقيقه (بسبب طبيعي) و حرب فيلق سينسترو، أختار مورو أن يكون حارس السرية. مورو قادر على القتال والصيد بدون خاتمه، وخياره الأساسي كسلاح هو مطرقته. طيوره هي مخلوقات تشبه التنين مخيفة موالية لسيدها وعلى أستعداد لمساعدته.

### ماذر ميرسي
ماتريس عاطر كليمينتيا، أو ماذر ميرسي، هي خالقة نباتات الرحمة السوداء المستخدمة من قبل مونغول، الفانوس الجديد للقطاع 2261. في البداية أنشأتهم للعثور على الأشخاص الذين يعانون لتخفيف آلامهم، مما خلق علاقة تكافلية معها. ومع ذلك، أكتشف منغول الأول النباتات وأستخدمها لنشر شره، حتى تحورت بعض من الرحمة السوداء. ومع ذلك، احتفظت ماذر ميرسي بوعيها المخفي عن منغول. قدراتها على تخفيف وخلق الخوف على حد سواء أعطياها خاتم فيلق الفانوس الأخضر وخاتم فيلق سينسترو للأختيار بينهما. وأختارت خاتم «الفانوس الأخضر» بشدة، وجاء أختيارها من بعد بززد المتوفي مؤخراً. ظهرت ماذر ميرسي لأول مرة في فيلق ال فانوس الأخضر (المجلد 2) # 24 (يوليو 2008). 

### ناوتكيلوي
ناوت كي لوي ظهر للمرة الأولى في «الفانوس الأخضر» #9 (ديسمبر 1961)، وتم إنشاؤه من قبل جون بروم وجيل كين. ناوتكيلوي هو فانوس من إيروس، كوكب مغطى بالكامل بالماء. ولأنه لا يستطيع تنفس الهواء، فإنه دائماً ما يُرى وهو يرتدي خوذة زجاجية مملوءة بالماء. تم إدراجه كطرف في لعبة كون دي سي الفوانيس الخضراء الكلاسيكية لعام 2011. وهو يظهر لفترة وجيزة في فيلم الفانوس الأخضر، كما يظهر أيضًا في مجموعة مشاهد في فيلم الرسوم المتحركة الفانوس الأخضر: الرحلة الأولى و الفانوس الأخضر: فرسان الزمرد.

### أوكونوكو
الفانوس الأخضر من القطاع 1110. ظهر لأول مرة في الفانوس الأخضر المجلد. 2, #162 (مارس 1983)، وتم إنشاؤه من قبل مايك جورج بار. أوكونوكو هو روبوت برتقالي البشرة مع أذان مدببة، تقاعد من Corp بعد تدريب بديله ديتير.

### أوليغرسيتي
القطاع 2111; ظهر للمرة الأولى في فيلق الفوانيس الخضراء #222. يمكنه إنشاء تأثيرات متعددة بسمه.

### أولابيت
أولابيت كانت فانوس أخضر نباتي، جاءت من كوكب جنوب جولد. ظهرت للمرة الأولى في فيلق الفوانيس الخضراء #217 (أكتوبر 1987)، وتم إنشاؤه من قبل ستيف إنجلهارت وجو ستاتون. تحمل أولابيت شتلاتها في جراب. تموت وتنقل كل ذكرياتها وقوة خاتمها إلى شتلاتها. كانت بجانب كل من دريق وفلودو سبان الناجين الوحيدين من فيلق الفانوس الأخضر من كلايمينادي. وتم قتل البقية من قبل سينسترو والقطاع الواعِ 3600.

### أوبتو309ف
القطاع 2260; ظهر للمرة الأولى في 52 أسبوع 41. وظهر في الأزمة النهائية #2, ذبح من قبل كاليباك بعد عددين لاحقين.

### أورلان
القطاع 3897; ظهر للمرة الأولى في الشجاع والجريئ (المجلد. 3) #19. أورلان كان من كوكب كاهلو. ودمر المدينة الرئيسية من لكوكبه الأم حين كان تحت سيطرة الطاقة الحاقدة، ولكن تم تحريره من تأثيرها في وقت لاحق من قبل فانتوم سترينج.

### بالاكا
الفانوس الأخضر من القطاع 3600, ظهر لأول مرة في حكايات فيلق الفانوس الأخضر السنوي #2. وقد ظهر أيضاً في سلسلة الرسوم المتحركة فرقة العدالة بدون حدود، ويظهر بشكل موجز في فيلم الرسوم المتحركة الفانوس الأخضر: الرحلة الأولى. كما يظهر في حديثه دور في فيلم الرسوم المتحركة الفانوس الأخضر: فرسان الزمرد.

### بينيلوبس
يحمي القطاع 1355, ظهر لأول مرة في حكايات فيلق الفانوس الأخضر #3. كان فانوس أخضر مخضرم أعيد تعيينه عندما عاد الفيلق. ويظهر بشكل مختصر في أفلام الرسوم المتحركة الفانوس الأخضر: الرحلة الأولى و  الفانوس الأخضر: فرسان الزمرد

### بن ماريك
الفانوس الأخضر من القطاع 3333. كان أول ما ظهور له في حكايات فيلق الفانوس الأخضر السنوي #2 (ديسمبر 1986)، وتم إنشاؤه من قبل ميندي نيويل وجورج فريمان. ثرثاربرأس حار، وكثيراً ما يشتبك مع الذي يعادله برأس حار غاي غاردنر.

### بيردوو
الفانوس الأخضر من القطاع 2234. ظهر لأول مرة في الفانوس الأخضر السنوي المجلد. 3, #5 (1996)، وتم إنشاؤه من قبل لين وين وبيل ويلينغام. بيردوو هو من كوكال IV، الذي يشابه سكانه الدجاج على هيئة البشر، وهم خجولون على نحو غير عادي. أول كوكاليان من ضمن العدة أقترب من قبل خاتم موت الخوف. بيردوو هو العضو الوحيد من عرقه الذي لا يخاف، وبالتالي يعتبر مجنوناً سريرياً من قبل زملائه الكوكاليان. أسمه إشارة إلى فرانك بيردو.

### بروكانون كاا
القطاع 442; الظهور الأول في فيلق الفانوس الأخضر #224 (1988): «العهد النهائي!». محتقر من قبل خوندز.

### كورينا فينت
القطاع 282; الظهور الأول في فيلق الفانوس الأخضر المجلد. 2 #61 (أغسطس 2011): «أحذر قوتي».
عينت من قبل موغو خلال حرب الفانوس الأخضر. منزلها الكوكب كالادوس، ضابطة شرطة سابقة.

### ر'امي هول
القطاع 700، ظهرت لأول مرة في فيلق الفانوس الأخضر # 7. كانت روبوت حشرة، وأظهرت صفات مماثلة لتلك التي للفراشة. ر'امي كانت عضواً في مجموعة سرية من الفيلق معروفة بأسم الجثة. ثم أختفت وشوهدت من قبل غاي غاردنر ولم تسمع خلال سنة. بسبب طبيعة عملياتها السرية التي تقوم بها، لا يبحث عنها أحد في ذلك الوقت. وتظهر في عدة مشاهد في الفيلم الحي «الفانوس الأخضر» وهي جزء من خط الألعاب.

### رييفير من زاناشي
القطاع 1313; الظهور الأول في الفانوس الأخضر (المجلد. 2) #130 (يوليو 1980): «محاكمة آركيس تشاموك: الأتهام».

### ريمنانت نود
القطاع 1132; تمت الأشارة أليه لمعارضته القمع السياسي. قُتل من قبل عضو فيلق الفانوس الأحمر آتروسيتوس.

### روت لوب فان
روت لوب فان هم واحد من العديد من غير أعضاء فيلق الفانوس الأخضر، تم إنشاؤهم من قبل آلان مور في حكايات فيلق الفانوس الأخضر السنوي #3 (1987). بعد عرضه في وقت لاحق، يظهر في بعض الأحيان في مجموعة مشاهد من فيلق الفانوس الأخضر.
في حكايات «فيلق الفانوس الأخضر» السنوي #3 قصة «الليلة الظلماء»، يتم إرسال كاتما توي من قبل حراس الكون إلى منطقة من الفضاء تُعرف بأسم أعماق أوبسيديان، من أجل توظيف فوانيس خضراء جديدة لحماية تلك المنطقة من الفضاء. على الرغم من أن الظلام دامس في الأعماق، يجعلها خاتم الطاقة بدون أي قلق وخالية من الخوف تماماً ومقيمة صادقة من الأعماق: كنوع من الروت لوب فان. ومع ذلك، تطورت أنواع الروت لوب فان في الظلام، لم يكن لديهم مفهوم الضوء واللون، وبالتالي لم تكن كاتما توي قادرة على شرح كيفية عمل خاتم الطاقة (هو مادة أشعة ضوء صلبة تتجلى من قبل قوة إرادة حاملها).
تدرك كاتما بأن نوعها يعمل من خلال السماع، وتقوم بتدريبهم على إنشاء جرس يد مع الخاتم، وتصف فيلق الفانوس الأخضر بأسم «فيلق ف-شارب بيل» — «ف-شارب»، مما يبعث على الأطمئنان لعرق الروت لوب فان في نفس الوقت فاللون الأخضر هو لون الأطمئنان، وقوى الخاتم من حيث الصوت بدلاً من الضوء. كما أنها تقوم بتأليف قسم جديد ليقرأه:
في أعلى الضجيج أو الصمت العميق
تسمع أذني أدنى صوت للشر
دعو أولئك الذين حصيلتهم الشر يركعوا
أحذر قوتي، ف-شارب بيل!
بعد حل هذه المعضلة، تُترك كاتما روت لوب فان لحماية شعبها، دون الإشارة إلى ضعف الخاتم إلى اللون الأصفر حيث أن الفضاء اللامع جعله بلا جدوى نسبيًا؛ وعلى الرغم من ذلك، فإهي تلاحظ ذلك بشكل خاص من بعض النواحي، لا يمكن أعتبار روت لوب فان كعضو في فرقة «الفانوس الأخضر»، لأنهم لم يسمع بصدق عنهم.
يظهر الروت لوب فان لوب لاحقًا في العديد من المشاهد الجماعية، بما في ذلك قصة أزمة في الأرض اللانهائية عندما يغادر حراس الكون هذا المستوى من الوجود مع زامارونس في محاكمة سينسترو، على الصفحة 3 من المشهد في الفانوس الأخضر #56 (المجلد 3 / نوفمبر 94) وفي مجموعة من الفوانيس الخضراء السابقة التي تحررت من أستعباد المحارب.
يبدو بأن الروت لوب فان قد أعيدوا إلى مكانهم كفوانيس خضراء بعد إعادة تشكيل الفيلق. يظهرون في خلفيات عدد قليل من المشاهد في الحي الفانوس الأخضر، وهم جزء من خط الألعاب 8 بوصات.

### ساريك
يدعي ساريك يأنه قادراً على التحدث مع الموتى. ويساعد زملائه الفوانيس في تعقب والقبض على عضو فيلق سينسترو الذي كان يقتل عائلات الفانوس الصاعدة، ويكلف لاحقاً من قبل الحارس المحتال، سكار، للعثور على جثة أنتي-مونيتر. في وقت لاحق انه واجه آش، الذي تم إرساله أيضا للعثور على أنتي-مونيتر، ويقرر الاثنان توحيد القوى. وبينما يواصلون رحلتهم، ترتفع أصوات الموتى بصوت عالٍ لدرجة أنها تمزق طبلة أذن ساريك، وتسبب له الصمم. يجد الاثنان بطارية طاقة الفانوس الأخضر، فقط لإيقاظ الطاقة الكامنة للبطارية، ترتفع يدان عملاقتان من الأرض وتطاردهما، بحثًا عن اللحم. لا ينجو الرفيقان منها، ويتم أعتبارهما فيما بعد على أنهما فوانيس سوداء إلى جانب سكار في ريوت.

### شيلاندرا ثين
القطاع 3399; الظهور الأول في فيلق الفانوس الأخضر الفصلية #1.

### شورم
القطاع 48. الظهور الأول في فيلق الفانوس الأخضر: إعادة الشحن #1. شورم هو رقيب مكتب التمثيل في الفيلق وهو شريك مقرب من سالاك. ظهر بشكل موجز في فيلم الرسوم المتحركة الفانوس الأخضر: الرحلة الأولى الفانوس الأخضر: فرسان الزمرد.

### سكيرل
القطاع 2689; الظهورالأول في الفانوس الأخضر (المجلد. 2) #222.

### سكايرد
القطاع 3181; الظهورالأول في حكايات فيلق الفانوس الأخضر #1.

### تي-تشير
الفانوس الأخضر من القطاع 1324, تي-تشير ظهر للمرة الأولى في الفانوس الأخضر (المجلد. 2) #167 (أغسطس 1983). تي-تشير هو روبوت يعمل كمقدم للرعاية الميكانيكية لأطفال من الفانوس الأخضر برين. بعد تقاعد برين، أختار الحرس تي-شير كبديل له.

### ثولكا ري
لا يعرف إلا القليل عن ثولكا ري عن حقيقة أنه قام بدوريات في القطاع 423. خلال مهمة إلى عالم تالكيون أوميغا المهدد مؤخراً، هوجم ثولكا وزملاؤه من قبل جيش من الثعابين القوية تعرف بأسم ثعابين أوميغا. ضحى ثولكا بحياته من أجل منح رفقائه وقتاً للهروب، وتم قتلهم في نهاية المطاف من قبل الزواحف. كان ظهوره الأول والوحيد في المرأة المعجزة (المجلد 3) # 42.

### توركيمادا
توركيمادا هو ساحر قوي فضلاً عن كونه فانوس أخضر. ظهر لأول مرة في فيلق الفانوس الأخضر الفصلية #4 (ربيع 1993).
في القصة الأحتياطية «الأصول والبشائر» الفانوس الأخضر (المجلد. 4) #38 (مارس 2009)، يظهر توركيمادا الأغلال يقف أمام الحراس بجوار الساحر موردو و «الفانوس الأخضر» آلان سكوت، تشير أليهم أصابع الاتهام.
في الأزمة النهائية: فيلق 3 عوالم #5 (أيلول / سبتمبر 2009), يظهر كل من توركيمادا وآلان سكوت في جدار على عالم السحرة في القرن الواحد والثلاثين.

### توبيين
الفانوس الأخضر من القطاع 918, تظهر روح توبيين في الفانوس الأخضر (المجلد. 2) #155 (آب / أغسطس 1982).

### فاث سارن
فاش سارن ظهر للمرة الأولى في دي سي كوميكس' فيلق الفانوس الأخضر: إعادة الشحن #1 (تشرين الثاني / نوفمبر 2005)، تم إنشاؤه من قبل الكتاب جيف جونز وديف جيبونزو الفنان باتريك غليسون. الشخصية من كوكب ران، تم تصويره في البداية كجندي مخضرم في حرب ران-ثانغار، مما أدى إلى بعض التوترات بينه وبين شريكه في القطاع إسموت كول، جندي من ثانغار، والذي كان مع ذلك أكثر رغبة في النظر إلى ماضيه القديم. ومع ذلك، وبمرور الوقت، يتخطى الأثنان تاريخ الحرب ويصبحان صديقان. عندما يفقد فاث ساقيه أثناء هجوم الفانوي الأسود' الاعتداء على وا، إسموت كول بالفعل رجليه مزروعتين جراحياً على سارن، معتقداً بأن فسيولوجيته ستسمح له بإعادة نمو أطرافه المفقودة ومنح صديقه الفرصة للأستمرار بخدمته في السلك. في وقت لاحق، يصبح فاث جزءًا من مجموعة صغيرة من الفوانيس التي تساعد، من خلال التعيين، على التخلص من الحراس الأصليين، الذين جنذوا بالسلطة.

### فينيز
القطاع 2812; ظهرت للمرة الأولى في الفانوس الأخضر (المجلد. 4) #6 (كانون الثاني / يناير 2006). فينيز هي شريكة الفانوس الأخضر تاغورت. تمت الأشارة أليها لمعارضتها تحسين النسل.

### فوز
فوز القريب من غراف تورين، بعد أن كان زميلاً أسيرًا لفترة طويلة قبل أن ينقذه غاي غاردنر. تم تعيينه ليكون مأمور ساينسيلز. إنه لشرف كبير له وهو يأخذ الأمر بجدية بالغة. يهرب عضو فيلق الفانوس الأحمر من سجنه بمساعدة سكار ويبدأ أعمال شغب. ويحرر العديد من أعضاء فيلق سينسترو ويحاول فوز قمع الشغب بمفرده، ومع ذلك يقهر النائب بسهولة. يصاب فوز بجروح شديدة ولكنه نجا. ظهر بشكل موجز في الفيلم الحي الفانوس الأخضر وهو أيضاً جزءاً من خط ألعاب الفيلم.

### فايسن
قطاع عام 1915; ظهر للمرة الأولى في حكايات فيلق الفانوس الأخضر السنوي #3 (1987). أستخدم فايسن سلطاته كفانوس أخضر لإنهاء حرب أهلية دامت ألف سنة على كوكب فيلتري. في نهاية المطاف ينظر لفايسن من قبل سكان فيلتري كإله، وتحت حكمه الخيري يصبح الكوكب سلمياً ولكنه راكد. بعد مرور عدة سنوات كحاكم للكوكب، يصل الثلاثي من الفانوس الأخضر لتثبيت جوهر فيلتري قبل أن ينفجر مثل كوكب كريبتون. في البداية يتخوف من فشله، ويتم إقناع فايسن بالبقاء على فيلتري لمواصلة العمل كحامي لها. 

### زاش
زاش من زاوس هو شبيه-الجندب فضائي من كوكب يحكمه الحشرات. ظهر لأول مرة في الفانوس الأخضر (المجلد. 2) #9 ويصبح أحد الأصدقاء الجيدين لهال جوردان في السلك. تم قتله خلال معركة على سطح قوارد خلال الأزمة على الأرض اللانهائية. تم بعد ذلك إظهار فانوس آخر على شكل جندب يدعى زاش تم قتله لاحقاً وأرتدائه كقرط من قبل ليدي ستيكس. من المثير للاهتمام أن نلاحظ أنه في أول ظهور له، لا يستخدم خاتمًا ولكن هناك تباينًا يُسمى «جهاز طاقة» مدمجًا في شارة زيّه. لإعادة شحنها يتطلب الأمر الضغط على بطارية على شكل فانوس على صدره. جميع المظاهر اللاحقة تظهره وهو يرتدي خاتماً. يظهر زاش في العديد من المشاهد في أفلام الرسوم المتحركة، الرحلة الأولى و فرسان الزمرد.

### زالي
زالي من بيلاتريكس كانت بديلة بووديككا على قاذفات بيلاتريكس، والنوع القادم الذي يحكم بجدارة من قبل الحراس لأستخدام خاتم الفانوس الأخضر. ظهرت للمرة الأولى في فيلق الفانوس الأخضر #21. كفانوس مبتدئ تستمر في تجاهل دعوات الواجب، خضعت زالي للتحقيق من قبل شقيقتها السابقة بووديكّا، وهي الآن فانوس ألفا. بعد مواجهة طويلة، تم الكشف عن أن القاذفات هم الذين أبقوا زالي تنجز واجباتها، من خلال خداعها بالأعتقاد بأنها كانت في حاجة إليها. عاقب الحراس زالي من خلال جعلها شريكة بووديكّا في القطاع وإزالة بطارية الطاقة الخاصة بها، مما جعلها تعتمد على بووديكّا لإعادة شحنها. 

### زغيثيي
القطاع 3599; ظهر للمرة الأولى في الفانوس الأخضر (المجلد. 2) #190 (تموز / يوليه 1985). زغيثيي هو فضائي شبيه-الثعبان، ساعد زميله الفانوس الأخضر زاش بمحاربة غزو نقابة العنكبوت على زاوكس.

## الفوانيس الخضر المتنوعة

### آفرا
ظهر في فيلم الرسوم المتحركة الفانوس الأخضر: فرسان الزمرد في قطاع «الفانوس الأول» وهو كاتب سابق للحراس وواحد من أول أربعة فوانيس خضراء تم اختيارها، عندما تشكل الفيلق. كان أول من اكتشف القدرة الطبيعية للضوء الأخضر لإنشاء البنى، كما هو مظهر قوة الإرادة. وبسبب هذا يعتبر أول  فانوس أخضر. وتم نقل معرفته إلى كل فانوس أخضر معين حديثًا على مدار العصور حتى اليوم. 

### بلو
التي تظهر في فيلم الرسوم المتحركة الفانوس الأخضر: فرسان الزمرد في المقطع «الفانوس الأول», وهي أنثى روبوت فضائية خضراء-اللون، وهي أيضاً واحدة من أول أربعة فوانيس خضراء مختارة. ماتت في معركة ضد جيش ضخم، لأنها لم تكتشف بعد كيفية أستخدام القوة الكاملة لخاتمها عن طريق إرادتها. في الفيلم، هي أول فانوس أخضر يموت في أداء الواجب.

### بروس واين
في عالم إلسي عنوان الفارس المظلم، بروس واين ينجح أبين سور كفانوس أخضر من القطاع 2814. كانت نسخته من زي الفانوس أكثر قتامة من غيرها، وتشمل قلنسوة ورداء أسود.

### واتشيت
ظهرت في فيلم الرسوم المتحركة الفانوس الأخضر: فرسان الزمرد في قطاع «الفانوس الأول»، واتشيت هي  شبه شفافة، فضائية مستو، أنثى أسمياً، وكانت واحدة من أول أربع تم أختيارهم كفوانيس خضراء، وثاني فرد أستخدم القوة الكاملة لخاتمه بعد آفرا المكتشفة ذلك.

### نجيلا غ'رنت
تظهر فقط في الفيلم-الحي الفانوس الأخضر، نجيلا غ'رنت هي مواطنة من كوكب إنغوانزو، تم تعيينها مؤخراً كفانوس أخضر مراهقة. انها موهوبة بشعور غير عادي من السمع، طبيعي بالنسبة لعرقها، وسميت من بعد مصممة الأزياء في الفيلم، نجيلا ديكسون.

### أرداكيان تراول
تظهر فقط في الرسوم المتحركة فيلم الفانوس الأخضر: فرسان الزمرد خلال إدخال تسلسل ، هي الأنثى الفانوس الأخضر الذي توفي بعد تعرضه للاعتداء من قبل الكرونا الظل الشياطين. لقد تذكرت قبل Ganthet الشجعان والشجعان «الفانوس الأخضر».

### الفوانيس المراهقة
على الرغم من عدم «رسميتها» كأعضاء فيلق الفانوس الأخضر، أربعة مراهقين — فرانكي (ذكر)، كيلي (أنثى), جاكلين (أنثى), وساموسا (ذكور) — يتم منحهم خواتم مبسطة من الفانوس الأخضر من قبل جون ستيوارت بعد اختطاف منازلهم إلى وا بواسطة الحارس المجنون في الفانوس الأخضر (vol. 3) (1992)قالب:Issue و الفسيفساء (1992-1993).قالب:Issue.
هذه الخواتم بأمكانها إنشاء كائنات بسيطة وترجمة اللغات وتهيئة الجو وتمكنهم من الطيران، مما مكّن الشباب من أستكشاف (وا) على أمل أن تساعدهم في طريقتهم الشابة في النظر إلى الفسيفساء (والكائنات الأخرى المحصورة هناك) لتخفيف العلاقات بين أبناء الأرض والأجناس الأخرى.
بعد حصولهم على درجة متوسطة من النجاح، ساعد الأربعة على تحقيق ذلك حتى تمزقت الفسيفساء عندما ظهرت العشرات من أساطيل الفضاء فوق وا، وعزم كل كوكب على إعادة سكانه إلى منازلهم.
من المفترض أن يعود الأربعة إلى الأرض ليعدلوا حياة «طبيعية». في هذا الوقت، من غير المعروف كيف أثر تدمير بطارية الطاقة المركزية والتعمير اللاحق من قبل أيون/كايل راينر على خواتم المراهقين. ومن المحتمل أنها لا تزال موجودة ويمكن إعادة شحنها إذا تم منحها حق الدخول إلى أي فانوس.
ظهر فانوس آخر في سن المراهقة، لا علاقة له بالآخرين، هي جوردانا غاردنر، وهي سليلة مستقبلية من هال جوردان وغاي غاردنر، تم استدعاؤها بهذه الطريقة بسبب تجنيدها المبكر في فيلق الفانوس الأخضر للمستقبل البديل المفصل في سوبرمان وفيلق من الأبطال الخارقين في القرن 31.

### م'تن
يظهر في الدقائق الأولى من الفانوس الأخضر: سلسلة الرسوم المتحركة الحلقة «أحذر قوتي» م'تن كان فانوس أخضر غير معروف القطاع، تم تعيينه إلى حدود الفضاء. بعد وقوعه في كمين وقتله من قبل زيليوس زوكس من فيلق الفانوس الأحمر، يعود خاتمه إلى وا.

### شاير ريف
يظهر في الفانوس الأخضر: سلسلة الرسوم المتحركة حلقة «أحذر قوتي» شاير ريف كان فانوس أخضر تم تعيينه إلى حدود الفضاء. أصيب بجروح خطيرة بكمين من قبل أعضاء الفانوس الأحمر، ولكن تم انقاذه من قبل هال حوردان وكيلووغ. في نهاية المطاف ضحى شاير بحياته لإنقاذ عالمه من قنبلة ضخمة زرعت من قبل الفوانيس الحمراء وتم تكريمه من قبل رفاقه.

### دولوك
ظهرت في الفانوس الأخضر: سلسلة الرسوم المتحركة حلقة «ولي العهد» كانت دولوك فانوس أخضر من كوكب بتراسوز. دولوك كانت تخطط للأنضمام إلى فرقة الفانوس الأخضر المكلفة بقتال فيلق الفانوس الأحمر، ولكن تم قتلها من قبل راغنار، ولي عهد الكوكب. بعد موت دولوك يتم تمرير خاتمها إلى لولاندي، الملكة الشابة من بتراسوز.

### بروبيرت
كان بروبرت من المرتزقة الذين ألتقوا بفوانيس قليلة وتحدث مع غاي غاردنر في معركة ضخمة في الفضاء. أشار عدد قليل من الفوانيس الأحدث إلى أن بروبيرت كان في السابق فانوساً وقد وصفوه لـ غاي بأنه «أسوأ منك».

### كاي-رو
كاي-رو هو الفانوس الأخضر في المستقبل كون دي سي للرسوم المتحركة عبر عنه لورين توم، يظهر لأول مرة في باتمان وراء جزئين-الحلقة «الأتصال» (2000). طفل يبلغ الثامنة من العمر ناضج يتجاوز عمره كاي-رو، يمتلك خاتم طاقة الفانوس الأخضر القياسي ويساعد تيري ماكغينيس، باتمان المستقبل في إيجاد الخائن المفترض داخل صفوف فرقة العدالة بدون حدود.
يظهر كاي-رو في وقت لاحق بأعتباره شباب بالغ في عام 2005 فرقة العدالة بدون حدود حلقة «الخاتمة» في أحلام اليقظة تيري. لا يزال عضواً في مستقبل JLU ويهزم مجموعة من الأشرار الخارقين بمساعدة ماكغينيس' ويتوسل بماكغينيس للبقاء مع الفريق على الرغم من عدائه المتنامي لباتمان وخيبة أمله عند أكتشافه أصوله الحقيقة.
بعد عددين من قصة باتمان وراء كوميكس يكشف بأن كاي-رو أرتقى في دير بوذي قبل تلقيه الخاتم. في هذه القصة يعود هناك لمحاربة الضوء الأسود، شخصية مع خاتم الطاقة الأسود، يشبه إلى حد ما سينسترو. يذكر في القصة بأن خاتم كاي-رو لديه ضعف ضد الأصفر.
شخصية كايرو هو فانوس أخضر فضائي تابع في عام 1967 فيلماشيون سلسلة رسوم متحركة سوبرمان/اكوامان ساعة من المغامرة.

### كيد فانوس
العدد رقم 3 من مسلسل البرق والفانوس الأخضر: الشجاع والجريء (كانون الأول / ديسمبر 2000) يسعى كل من البرق، كيد فلاش، الفانوس الأخضر خلف سيد المرآة واليد السوداء. يحاول الأشرار سرقة سرعة البرق ولكن كيد فلاش يفقد قواه بدلاً من ذلك. يخلق الفانوس الأخضر خاتم طاقة مؤقت من أجل أن يستخدمه والي، ويسمى بـكيد فانوس. زي فانوس والي لوحة مبادلة من زي كيد فلاش مع سروال أسود، أعلى/أحذية خضراء، قفازات بيضاء، وشارة الفانوس الأخضر مكان شارة البرق.

### دافي داك/داك المراوغ
في الحلقة #9 («اللوونتيرن الأخضر») 2003 من سلسلة الرسوم المتحركة داك المراوغ, يغسل داك المراوغ ملابسه في الغسيل الجاف، ولكن عن طريق الخطأ يأخذ زي الفانوس الأخضر الموحد بدلاً من زيه المعتاد.
بعد اكتشاف أنه بأستطاعته أن يسخر قوة الخاتم وبأستطاعته الطيران، يواجه بعض الحوادث المؤسفة التي تنطوي على الطيران (بما في ذلك المواجهة مع كلب أثناء محاولة رومانسية مع فتاة في روميو وجولييت ساخر), قبل أن يتم استدعاؤه إلى وا: في مشهد لا ينسى، يقوم بتكبير نفسه خلال الفضاء الخارجي، مدفوعًا بقوة خاتمه.
يختطف فيلق الفانوس الأخضر من قبل سينسترو; كحل أخير، يتم إرسال داك المراوغ من قبل الحراس لأنقاذ الفيلق. من خلال العديد من الحظ، يتمكن من القيام بذلك قبل عودة هال جوردان (يرتي بدلة فضاء المراوغ العادية) للمطالبة بعودة خاتمه والزي الرسمي. ثم تطير الفوانيس، ويتركون وراءهم داك المراوغ بغير قصد. 
بينما طُلب من قبل كيلووغ أن يقرأ يمين الفانوس الأخضر من فيلق الطاقة المركزية، داك المرهق يلقي قافية عشوائية في اليأس:
في اليوم المظلم أو ليلة اللامعة
البطيخ، والشمام، إلخ-إ-إلخ
...الخرافة والجبان الكثير
مع الحرية والعدالة للجميع!
أستفادت هذه الحلقة من مفاهيم الشخصيات المهملة في سلسلة الرسوم المتحركة فيلق الفانوس الأخضر. ركزت السلسلة على مغامرات كايل راينر مع نسخة كوميديّة من الفيلق. تضمنت الحلقة أول إصدارات رسوم متحركة من غاي غاردنر، تش'ب، بووديكّا.

### الحارس الأخضر
ظهر الحارس الأخضر في سلسلة الرسوم المتحركة فرقة العدالة' الموسم الأول-الجزء الثاني حلقة «أساطير» (2002) كتحية للألان سكوت الأصلي. يظهر كعضو في نقابة العدالة الأمريكية في الأرض البديلة التي دمرتها الحرب النووية، ولكن أعيد بناؤها بأعتبارها وهم عقلي واسع من قبل نفسي، راي طومسون. هو إشارة إلى ما قبل الأزمة على الأرض اللانهائية المترابط بين دي سي كومكس' المتعدد (التي بدأت في أيلول / سبتمبر 1961 «البرق من عالمين»). لمراعاة تأثر خاتم فانوس أخضر العصر الذهبي للخشب، خاتم الحارس الأخضر لا يملك قوة على الألومنيوم. ومع ذلك، فإن الحارس الأخضر أثبت أنه بطل مخلص في حقبة ماضية، وأنه يضحي بنفسه عن قصد للدفاع عن الأرض التي يحميها.

### سونيا بليد
تنتهي سونيا بليد في لعبة الفيديو مورتال كومبات ضد دي سي يونيفرس، وتصور بأنها تصبح فانوس أخضر من إيرثريالم بعد العثور على خاتم من عضو فيلق غير مسمى توفي خارج الشاشة خلال وضع قصة اللعبة.

### خاتم الطاقة
خاتم الطاقة هو اسم لعدة أشرار خارقين من دي سي كومكس — نظرائهم من الفانوس الأخضر هال جوردان، كايل راينر وجون ستيوارت. مقيمين في الأصل على الأرض الثالثة، والتي تم تدميرها في وقت لاحق خلال السلسلة المحدودة إصدار-12 الأزمة على الأرض اللانهائية, انتهى أمر خاتم الطاقة جنباً إلى مع الآخرين يجري بإعادة خلقه في أرض كون المادة المضادة.

### الفانوس الحديدي
الفانوس الحديدي هو شخصية خيالية الطابع وبطل خارق في موهال كوميكس خارقة، وكان أول ظهور له في الفانوس الحديدي #1 (حزيران / يونيو 1997)، على الرغم من ظهوره الأول (قص ما ورائي) في كون أمالغام في شوكيس من سوسبيندز #1. وهو مزيج من مارفل كومكس' الرجل الحديدي ودي سي كومكس' الفانوس الأخضر. تم إنشاء الفانوس الحديدي من قبل الكاتب كورت بوسييك.
وينعكس أصل الفانوس الحديدي في الفانوس الحديدي #1. هال ستارك هو مليونير مالك شركة ستارك للطيران. أثناء العمل على محاكاة نموذج أول للطيران، يتم إسقاط ستارك إلى موقع سفينة فضائية بواسطة شعاع من الطاقة الخضراء. ويتحطم جهاز المحاكاة، مما أدى إلى إصابة قوية لستارك. تحتوي سفينة الفضاء على جثة فضائي يدعى رهومانن سور (وهو دمج رهومانن داي من مارفل و آبين سور من دي سي). يتمكن ستارك من استخدام أجزاء من السفينة الفضائية لبناء بدلة مدرعة قوية (مدعومة بواسطة طاقة فانوس سور) للحفاظ على نفسه على قيد الحياة. ثم يهزم ستارك الفضائيين المسئولين عن موت سور ويقرر محاربة الشر كالفانوس الحديدي. 
يشمل خصوم الفانوس الحديدي الآخرين مدام ياقوت (بيبر فيريس — مدام موسك من مارفل ونجم الياقوت من دي سي), H. E. C. T. O. R. (مودوك من مارفل وهيكتور هاموند من دي سي)، وا الكوكب الحي (إيغو الكوكب الحي مدموج مع وا، الكوكب الأم لحراس الكون), ماندارينسترو (ماندارين من مارفل وسينسترو من دي سي).

### كايل أوبراين / الحارس الأخضر
كايل أوبراين / الحارس الأخضر هو بطل خارق من أمالغام لكوميكس، ظهوره الحقيقي الأول كان في الفانوس الحديدي #1, على الرغم من ظهوره الأول (ما وراء القص) في كون أمالغام كان في شوكيس من سوسباند #84 في قصة بعنوان «الفانوس الحديدي الأخر». كان خليط من كيفن أوبراين، الحارس، وكايل راينر، ثمّ الفانوس الأخضر الحالي.

### جايد ييفاي
مبني على جنيفر لين هايدن، جايد ييفاي هو الفانوس الأخضر من القطاع 2814 في كون أمي-كومي. مراهق صيني، تم أختياره كأول فانوس أخضر من الأرض في هذه الأستمرارية بدلاً من هال جوردان.

### دوكتور سبيكتروم (مارفل كوميكس)
دوكتور سبيكتروم هو أسم لخمسة شخصيات خيالية مختلفة في الكون المتعدد لمارفل كوميكس. كانت هناك خمسة إصدارات من الشخصية حتى الآن — ثلاثة أشرار خارقين من تيار كون مارفل ينتمون إلى فريق أسطول سينسترو (الأرض-616) وبطلان خارقان من أكوان مختلفة بديلة. وينتمي البطلان إلى نسخة من فريق أسطول سوبريم (أسطول سوبريم من الأرض-712 وأسطول سوبريم من الأرض-31916، على التوالي).

## الفوانيس الخضراء حسب قطاعات الكون
بعد فترة طويلة من التجارب، قام الحراس بتجهيز سلاح الفانوس الأخضر والإشراف عليه بطريقة غير عادلة، على أكثر من 7200 كائن متنوع من جميع أنحاء الكون. تم منحهم بطارية وخاتم. وتم توزيع كل واحد منهم بين تريليونات النجوم غير المحسوبة، تم تعيين كل واحد في قطاع فضائي الذي كان أكبر من أن يفهمه أي شخص.
تتشكل القطاعات كأربعة جوانب على شكل-هرمي من الكرة، وبأجتماعهم في وا، والتي تقع في وسط الكون. من الناحية الفنية توجد وا في كل قطاع فانوس
هناك 3600 مستوى في قطاعات الفضاء، بالإضافة إلى ثلاثة قطاعات «خاصة»: 0 (وا نفسها) -1 (المادة المضادة في الكون)، 3601 (قطاع محظور من مساحة مأهولة بسكان من الصيادين).
| -1   | المادة-المضادة من الكون من قوارد |
| 0    | وا، موطن حراس الكون، حالياً غانثيت الذي تخلى عن الحراسة وأصبح عضواً في فيلق الفانوس الأخضر |
| 2    | هانوو |
| 3    | أبروس |
| 6    | تاهر |
| 17   | لارفوكس وجاك ت. تشانس (متوفين) |
| 24   | برييون |
| 26   | نورتشافيفوس |
| 28   | أوميتو |
| 35   | ماتوو بري (متقاعد) وأمني بري (متقاعد) |
| 38   | كراكن و راكير قاريغات |
| 40   | شورم |
| 47   | ليساندرا وسبول |
| 53   | ييك |
| 54   | خوانكين |
| 55   | جريل (متوفى) |
| 56   | تومي-فاي |
| 68   | ج'نورت |
| 69   | فاريكس |
| 73   | سندرينا وشثوس-شتاس شتاتيس (متوفى) |
| 74   | بلوبيرت كوب (متوفى) |
| 83   | بروون |
| 103  | ماليت داسيم |
| 112  | لايرا (مطرودة/متوفى) |
| 119  | ريموز (متوفى) وليزلي بون |
| 151  | غر'لل وزايلفث |
| 173  | ريلوك هاج |
| 181  | ك ت21 (متوفى) |
| 188  | دكرتزي ررر |
| 257  | ماركوت فايف |
| 279  | ررو-9-2 |
| 281  | عليا |
| 282  | كويرنا فينت |
| 312  | آش-باك-غليف |
| 315  | فولك |
| 345  | أولابيت |
| 422  | بروكانون كاا وخو خاري |
| 424  | فودي-م وغراف تورين |
| 488  | آركس (متوفى) |
| 501  | تشارقويب |
| 567  | ريس-فان |
| 571  | فوز |
| 586  | ميدفايل |
| 650  | آش (متوفى) |
| 666  | موررو |
| 674  | كيلووغ |
| 700  | ر'امي هول وفون دوغلي |
| 773  | ساريك (متوفى) |
| 786  | كي'حان (متوفى) وتورايت |
| 863  | كريستا أكس |
| 885  | حوروق نوت |
| 904  | بريك وآا |
| 911  | روت لوب فان |
| 918  | تويبين |
| 981  | بروكك |
| 996  | تاا |
| 1013 | زفيرييل (متوفى) |
| 1014 | تش'ب (متوفى) وب'دغ |
| 1055 | آدم |
| 1110 | أوكونوكو وسير ديتر |
| 1111 | نهوج سوبال (متوفى) وأيرام سابال (متوفى) |
| 1132 | ريمنانت نود (متوفى) |
| 1198 | غرومب |
| 1234 | روري ستروه |
| 1253 | شريف ماردين |
| 1287 | الجامع |
| 1313 | رييفير من زانشي (متوفى) |
| 1324 | ت-تشير |
| 1337 | جك‘د |
| 1355 | بينيلوبس |
| 1414 | بووديكّا وزالي |
| 1416 | ديامالون (متوفى) وشاسيلون |
| 1417 | سينيسترو (طرد), كاتما توي (متوفى), تاركوس وين (متوفى), مايرت (متوفى), سورانيك ناتو، والأميرة يولاند |
| 1418 | سالاك |
| 1419 | إددور (متوفى) |
| 1582 | لين كانار |
| 1721 | كايلارك |
| 1760 | سودام يات |
| 1776 | ميدلوكس |
| 1915 | وايسين |
| 2002 | كريون (متوفى) |
| 2106 | كرايديل-4 |
| 2111 | أوليفرسيتي |
| 2234 | إل'قا سكوا زريينا وبيردوو |
| 2260 | أوبتو309ف |
| 2261 | موغو، ماذر ميرسي، بززد (متوفى) |
| 2277 | زانيث (متوفى) |
| 2471 | تالمادج |
| 2515 | سيمون تيرينس |
| 2682 | فاث سارن وإسموت كول |
| 2684 | قاوند (متوفى) وتاناكاتا ز (متوفى) |
| 2689 | سكيرل |
| 2751 | م'داهنا |
| 2812 | تاغيت وفينيز |
| 2813 | زهران بيل (متوفى), تومار-ري (متوفى), تومار-تو، ودالور |
| 2814 | لحام (متوفى), وافرلي سايري (متوفى), ستاكاور (متوفى), أبين سور (متوفى), دانيال يونغ (متوفى), دونا باركر (متقاعدة), جينيفر-لين "جاد" هايدن، فيدار (القرن 30), روند فيدار (القرنين 30 و 31), آلان سكوت, هال جوردان, غاي غاردنر, جون ستيوارت, كايل راينر, سيمون باز |
| 2815 | آريسيا |
| 2828 | جريتي (متوفى) و الرجل الأخضر |
| 2937 | هارفيد وج'هو |
| 3009 | ستيل |
| 3014 | باريير ووت، لوك نيبورا وأركيس تشوموك (متوفى) |
| 3100 | أمانيتا |
| 3181 | سكايرد |
| 3182 | سودام يات |
| 3192 | لان ديبوكس |
| 3212 | فاندور |
| 3319 | تشارلي فايكر |
| 3333 | بين ماريك |
| 3399 | شيلاندرا ثين |
| 3411 | دروكسيللي |
| 3443 | جريت |
| 3453 | لاشور |
| 3515 | جبااك |
| 3521 | جارمين فيدو توركويمايد |
| 3587 | بالاقا |
| 3588 | سيمفيت تاو |
| 3590 | زيفون بارززكس |
| 3599 | زغيثيي |
| 3601 | موقع الصيادين. محدد كخارج-حدود الفيالق. |

## وصلات خارجية
- الكتاب العظيم من وا
- آلان كيستلر. على الفانوس الأخضر